# Boat Race

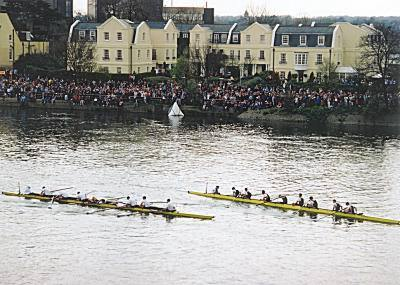
Im Ziel nach dem Boat Race 2002

Das Boat Race ist eine jährlich auf der Themse in London ausgetragene Ruderregatta zwischen den beiden renommierten englischen Universitäten Oxford und Cambridge. Sie wird jährlich im März oder April von den beiden stärksten Männer- und Frauen-Achtern der Universitäten ausgetragen. Es finden außerdem Rennen der Reservemannschaften statt.
Die Idee zu diesem am 10. Juni 1829 erstmals ausgetragenen Rennen hatten die beiden Freunde Charles Merivale (Cambridge) und Charles Wordsworth (Oxford), Neffe William Wordsworths und später Bischof von St Andrews. Charles Wordsworth hatte zuvor bereits am Cricket-Spiel Eton v Harrow teilgenommen und 1827 das erste Universitätsmatch zwischen Oxford und Cambridge auf dem Lord’s Cricket Ground organisiert.
Das erste Bootsrennen auf der auch heute noch genutzten Strecke fand 1845 statt. Nach 170 Austragungen (Stand: 2025) hat Cambridge 88 Siege errungen, Oxford hingegen 81. Das Rennen im Jahr 1877 wurde unentschieden gewertet. Bevor das Rennen der Frauen-Achter 2015 mit in das Programm aufgenommen wurde, fand das seit 1927 ausgetragene Women’s Boat Race in Henley-on-Thames statt. Nach 79 Rennen (Stand: 2025) führt Cambridge hier mit 49 Siegen vor Oxford mit 30 Siegen.
Die Mannschaft von Oxford wird häufig auch als „dark blues“ („die Dunkelblauen“) bezeichnet, während das Cambridge-Team analog als „light blues“ („die Hellblauen“) bekannt ist. Diese Farben spiegeln sich auch in den Rudertrikots beider Teams wider.

Pastellgrünes Ruderblatt von Cambridge
Dunkelblaues Ruderblatt von Oxford

## Geschichte

### Anfänge
Die Idee zum Wettkampf hatten die beiden Freunde Charles Wordsworth (vom Christ Church College in Oxford) und Charles Merivale (vom St. John’s College in Cambridge) als sie sich im Urlaub in Cambridge trafen. Wordsworth, Neffe des Dichters William Wordsworth, hatte bereits ab 1822 vier Jahre lang am Cricket-Spiel Eton v Harrow zwischen den führenden Public Schools Eton College und Harrow School teilgenommen und war dann 1827 Ideengeber für das erste Cricket-Spiel zwischen Oxford und Cambridge auf dem Lord’s Cricket Ground. Bei einem Treffen des Cambridge University Boat Clubs am 10. Februar 1829 fiel die Entscheidung, Oxford zu einem Rennen herauszufordern. So fand das erste Rennen am 10. Juni 1829 auf der Themse bei Henley-on-Thames statt. Die Mannschaft aus Oxford gewann das Rennen mit Leichtigkeit. Die Strecke war 3,62 km lang und die Boote besaßen damals weder Ausleger noch Rollsitze. Bis zum zweiten Rennen dauerte es bis 1836. Seit 1856 findet das Rennen mit Ausnahmen jährlich statt. Boote mit Auslegern werden seit dem achten Rennen 1846 benutzt und Rollsitze seit dem 30. Rennen 1873.

### Unentschieden 1877

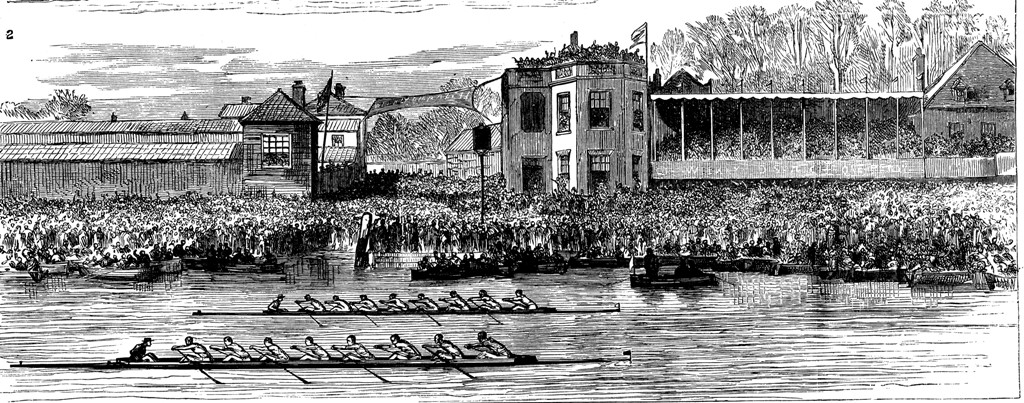
Der Zieleinlauf des Rennens 1877

Das Boat Race 1877 wird als unentschieden gewertet, weil es dem Zielrichter John Phelps damals nicht möglich war, ohne Zielmarkierung zu sagen, wer vorne lag. Phelps befand sich auf einem Boot, das das Ziel markierte. Die Boote von Cambridge und Oxford waren auf Höhe des Ziels ungefähr gleichauf, wobei beide Boote abwechselnd kurz in Führung lagen, je nachdem, in welchem Abschnitt des Ruderschlags sie sich befanden. Ohne exakte Markierung hatte Phelps keine Möglichkeit zu entscheiden, wer gewonnen hatte. Die Behauptung, dass Phelps betrunken unter einem Baum schlief, ist jedoch nicht wahr. Sie hat ihren Ursprung wahrscheinlich in der Überzeugung der Oxfordmannschaft, gewonnen zu haben, und Teilen der Presse, die berichteten, dass Oxford gewonnen habe. Sie befanden sich aber nicht auf Höhe der Ziellinie, sondern auf Dampfern, die beiden Ruderbooten folgten. Für das folgende Jahr wurden daraufhin Pfosten angebracht, um das Ziel zu markieren.

### Erster Wettkampf der Frauen
1927 fand erstmals ein Wettkampf zwischen den Frauenmannschaften beider Universitäten statt. Ausgetragen wurde er auf dem Isis genannten Abschnitt der Themse bei Oxford. Beide Mannschaften durften aber nicht gleichzeitig rudern. Sie ruderten zuerst stromab zur Stilbewertung und danach zurück auf Geschwindigkeit. Weil beim Stilrudern beide Mannschaften gleich gut bewertet wurden, fiel die Entscheidung durch die Zeitfahrt. Hier waren die Frauen aus Oxford mit 3:26 Minuten 14 Sekunden schneller als Cambridge. Für die vielzitierte Behauptung, dass sich laut der Zeitung The Times eine große und feindselige Menge Männer am Ufer befand, gibt es keine Belege. Mit der fünften Austragung 1935 wurde der Wettkampf ein richtiges Rennen. Seit 1964 findet es jährlich statt. In der öffentlichen Wahrnehmung spielte es aber anfangs keine Rolle.

### Meutereien
1959 und 1987 gab es Meutereien der Oxford-Mannschaft. 1959 versuchten die im Vorjahr geschlagenen Ruderer, ihren Bootsklubpräsidenten Ronnie Howard und Trainer „Jumbo“ Edwards wegen ihrer Trainingsmethoden zu entmachten und durch einen Trainer der Yale University zu ersetzen. Da Cambridge aber bekannt gab, nur gegen eine Mannschaft des Klubpräsidenten zu rudern, und Howard weitere Unterstützung aus dem Klub erhielt, war der Aufstand nach kurzer Zeit wieder vorbei. Die Meuterei von 1987 folgte, nachdem Oxford nach zehn aufeinanderfolgenden Siegen erstmals wieder verloren hatte. Fünf amerikanische Ruderer weigerten sich, für Trainer Dan Topolski und den Präsidenten Donald Macdonald zu rudern, weil es Meinungsverschiedenheiten über die Auswahl der Athleten und die Trainingsmethoden von Topolski gab. Im Rennen trat Oxford dann mit mehreren Ruderern aus der Reservemannschaft an und gewann mit sechs Bootslängen Vorsprung. Was allerdings genau vorgefallen ist, ist nicht bekannt, weil viele der beteiligten Personen darüber schwiegen und Topolskis Berichte als parteiisch bezeichnet werden.

### Unterbrechung 2012
2012 musste das Rennen ungefähr bei Streckenhälfte unterbrochen werden, weil ein Mann absichtlich zwischen die Boote geschwommen war. Der 35-jährige Australier wollte damit gegen eine Aushöhlung der bürgerlichen Freiheiten und wachsenden Elitismus in der britischen Gesellschaft demonstrieren. Beide Boote waren zu diesem Zeitpunkt auf gleicher Höhe. Der Schwimmer wurde nur knapp von den Blättern der Oxfordmannschaft verfehlt. Nach einer halben Stunde Unterbrechung wurde das Rennen an gleicher Stelle fortgesetzt. Kurz nach dem Neustart brach der Riemen des deutschen Oxford-Ruderers Hanno Wienhausen, nachdem das Boot zu nahe an das andere gekommen war. Dadurch siegte Cambridge mit mehreren Längen Vorsprung. Ein anschließender Protest gegen das Ergebnis wurde abgelehnt, weil Oxford vom Schiedsrichter darauf hingewiesen wurde, vom anderen Boot wegzusteuern. Nach der Zieldurchfahrt kollabierte ein Mitglied des Oxford-Teams und musste medizinisch versorgt werden. Die Siegerehrung wurde abgesagt.

## Weitere Vorkommnisse im Verlauf
- 1849: Zwei Rennen fanden in einem Jahr statt. Oxford forderte Cambridge heraus, das Rennen erneut zu rudern, weil sie der Meinung waren, nicht fit genug gewesen zu sein. Cambridge nahm die Herausforderung etwas überraschend an und verlor das zweite Rennen im Dezember.[10]
- 1859: Das Boot von Cambridge sinkt
- 1873: Cambridge gewinnt in neuer Rekordzeit und bricht die 20-Minuten-Marke
- 1900: Cambridge gewinnt mit 20 Längen
- 1912: Beide Boote sinken, und das Rennen muss wiederholt werden
- 1925: Das Boot von Oxford sinkt
- 1930: Cambridge übernimmt die Führung bei der Zahl der gewonnenen Rennen, die es bis heute nicht abgegeben hat (Stand: 2020)
- 1946: Das erste Rennen nach dem Zweiten Weltkrieg gab es am 30. März 1946.[11]
- 1948: Cambridge kann die bisher gefahrene Rekordzeit von 18′03″ um 58 Sekunden auf 17′05″ unterbieten. Diese Rekordzeit wird erst 1976, nach 28 Jahren, wiederum unterboten
- 1951: Das Boot von Oxford sinkt, und das Rennen wird wiederholt
- 1954: Das 100. Rennen kann Oxford für sich entscheiden
- 1978: Das Boot von Cambridge sinkt
- 1981: Oxford gewinnt mit Sue Brown – der ersten weiblichen Teilnehmerin an diesem Rennen – am Steuer
- 1998: Cambridge gewinnt in neuer Rekordzeit mit dem deutschen Schlagduo Marc Weber und Stefan Forster
- 2003: Oxford gewinnt mit einem Vorsprung von nur 30 cm, das ist der knappste Zieleinlauf überhaupt (Stand: 2020)
- 2004: Beim 150. Jubiläum gewinnen die Light Blues aus Cambridge mit einem Vorsprung von 15 Sekunden
- 2005: Oxford gewinnt gegen das auch mit vier deutschen Ruderern, darunter Sebastian Schulte (Deutschland-Achter), Bernd Heidicker (Weltmeister 2002) und Matthias Kleinz (Junioren-Weltmeister 1994), besetzte Cambridge-Boot
- 2006: Oxford gewinnt gegen das auch mit drei deutschen Ruderern (Sebastian Thormann, Sebastian Schulte, Thorsten Engelmann) besetzte Cambridge-Boot
- 2007: Cambridge gewinnt mit dem deutschen Duo auf Schlag (Thorsten Engelmann, Sebastian Schulte)
- 2008: Oxford gewinnt mit Michael Wherley, dem mit 36 Jahren bis dahin ältesten Teilnehmer der Geschichte. Mit im Boot, das unter widrigen Wetterbedingungen die langsamste Siegeszeit seit 1947 erreichte, ruderte auch der Deutsche Jan Herzog.
- 2016: Mit Clemens Auersperg (Cambridge) sitzt erstmals ein Österreicher im Siegerboot.
- 2019: James Cracknell, Philosophiestudent und Olympiasieger von 2000 und 2004, nahm für das siegreiche Cambridge im Alter von 47 Jahren als ältester Teilnehmer in der Geschichte des Rennens teil.[12]
- 2020: Das Rennen wurde aufgrund der COVID-19-Pandemie knapp zwei Wochen vor dem Termin abgesagt.[13]
- 2021: Am 4. April startete das 166. Rennen der Männer und das 75. der Frauen wegen der Gefahr, dass sich während der COVID-19-Pandemie in London eine zu große Zuschauermenge einfinden würde, und wegen gefährlicher Baufälligkeit der Hammersmith Bridge nicht an der kurvigen Strecke auf der Themse in London, sondern (grob) 100 km nordwestlich auf der Adelaide Straight, einer fast ganz geradlinigen Strecke in ländlicher Landschaft auf dem Fluss Great Ouse, auf der Cambridge regelmäßig trainiert. Oxford hatte die drei Tage vor dem Rennen Gelegenheit, hier zu trainieren. Erstmals ist mit Sarah Winckless eine Frau Schiedsrichter beim Rennen der Männer.[14]
- 2024: aufgrund der zunehmend schlechteren Wasserqualität der Themse und deren extrem hohen Kontaminierung mit E. coli-Bakterien wurden die Teilnehmer gewarnt, dass aufgespritztes Wasser ein Gesundheitsrisiko darstellt.[15]

## Strecke

Karte der Strecke

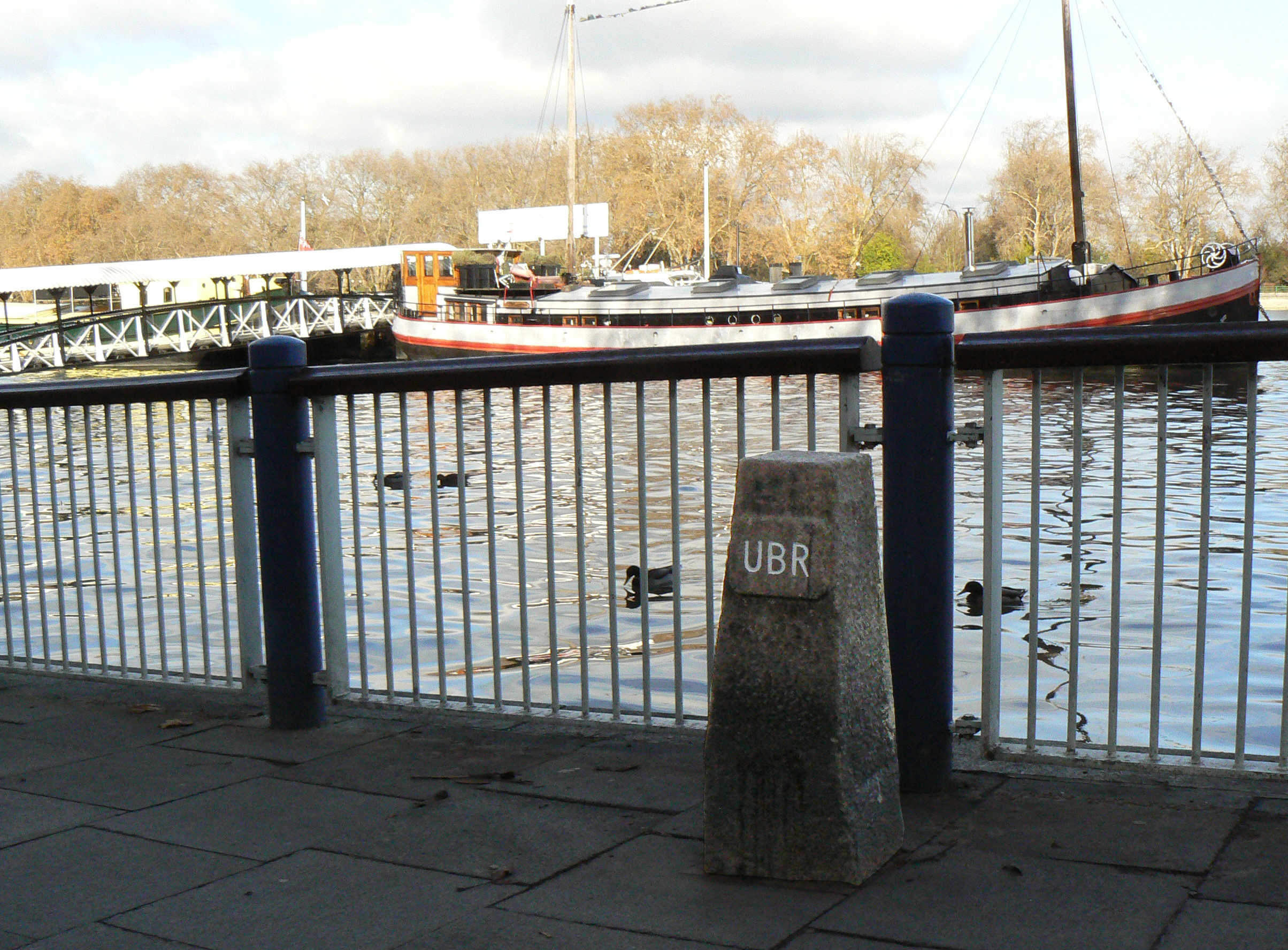
Startpunkt in Putney

Die Strecke liegt im Südwesten Londons und führt von Putney flussaufwärts nach Mortlake; sie ist 4 Meilen und 374 Yards (6779 m) lang. Die Strecke ist unter dem Namen The Championship Course bekannt. Start- und Zielpunkt werden durch die University Boat Race Stones am rechten Flussufer markiert. Der Start befindet sich 129 m flussaufwärts der Putney Bridge, das Ziel 112 m flussabwärts der Chiswick Bridge. Eine bekannte Wegmarke dabei ist Chiswick Eyot. Gerudert wird auf diesem Abschnitt seit dem Rennen 1845. In den Jahren 1846, 1856 und 1863 wurde in entgegengesetzter Richtung gerudert. Das erste Rennen fand auf der Themse bei Henley-on-Thames statt. Die Rennen von 1836 bis 1842 fanden zwischen Westminster und Putney statt.
Die Themse wird in diesem Abschnitt noch von den Gezeiten der Nordsee beeinflusst. Der Start erfolgt während der Flut, so dass die Boote mit der Strömung fahren; entsprechend wird versucht, im Stromstrich zu fahren. Rund 80 % der Mannschaften, die bei der Hammersmith Bridge in Führung liegen, gewinnen das Rennen. Vor dem Rennen wird durch einen Münzwurf entschieden, auf welcher Seite die Mannschaften starten. Die Mannschaft, die den Münzwurf für sich entscheidet, kann sich entweder für die Middlesex- oder Surrey-Seite entscheiden.

## Mannschaften
Alle Ruderer sind Studenten einer der beiden Universitäten, für die sie antreten. Die Auswahl der Ruderer und das Training werden von drei Vereinen übernommen: Cambridge University Boat Club (CUBC), Oxford University Boat Club (OUBC, nur Männer) und Oxford University Women’s Boat Club (OUWBC). Mit dem Training wird im September begonnen. Die Mannschaften werden üblicherweise drei bis vier Wochen vor dem Rennen bekanntgegeben. Die komplette Mannschaft besteht aus der Hauptmannschaft, Reservemannschaft und einem Reservepaar. Zu diesem Zeitpunkt dürfen aber noch Sportler innerhalb der Mannschaften ausgetauscht werden. Die Reservemannschaften tragen eigene Namen. Bei den Männern heißen sie Isis (Oxford) und Goldie (Cambridge) und bei den Frauen Osiris (Oxford) und Blondie (Cambridge).

## Aktueller Stand

### Männer
- 170 Rennen
- 88 Siege für Cambridge
- 81 Siege für Oxford
- 1 Unentschieden (totes Rennen 1877)

- Längste Siegesserien: Cambridge 13× (1924–1936), Oxford mit dem Trainer Daniel Topolski 10× (1976–1985)
- Derzeitiger Streckenrekord: Cambridge mit 16′19″ (1998)

### Frauen
- 79 Rennen
- 49 Siege für Cambridge
- 30 Siege für Oxford

- Längste Siegesserien: Cambridge 13× (1952–1975), Oxford 6× (1934–1941)
- Derzeitiger Streckenrekord: Cambridge mit 18′33″ (2017)

Stand: 2025

## Ergebnisse

### The Men’s Boat Race
| Rennen | Gewinner      | Zeit   |
| ------ | ------------- | ------ |
| 1829   | Oxford        | 14′03″ |
| 1836   | Cambridge     | 36′00″ |
| 1839   | Cambridge     | 31′00″ |
| 1840   | Cambridge     | 29′03″ |
| 1841   | Cambridge     | 32′03″ |
| 1842   | Oxford        | 30′01″ |
| 1845   | Cambridge     | 23′03″ |
| 1846   | Cambridge     | 21′05″ |
| 1849   | Cambridge     | 22′00″ |
| 1849   | Oxford        | foul   |
| 1852   | Oxford        | 21′36″ |
| 1854   | Oxford        | 25′29″ |
| 1856   | Cambridge     | 25′45″ |
| 1857   | Oxford        | 22′05″ |
| 1858   | Cambridge     | 21′23″ |
| 1859   | Oxford        | 24′04″ |
| 1860   | Cambridge     | 26′05″ |
| 1861   | Oxford        | 23′03″ |
| 1862   | Oxford        | 24′04″ |
| 1863   | Oxford        | 23′06″ |
| 1864   | Oxford        | 21′04″ |
| 1865   | Oxford        | 21′24″ |
| 1866   | Oxford        | 25′35″ |
| 1867   | Oxford        | 22′39″ |
| 1868   | Oxford        | 20′56″ |
| 1869   | Oxford        | 20′04″ |
| 1870   | Cambridge     | 22′04″ |
| 1871   | Cambridge     | 23′01″ |
| 1872   | Cambridge     | 21′15″ |
| 1873   | Cambridge     | 19′35″ |
| 1874   | Cambridge     | 22′35″ |
| 1875   | Oxford        | 22′02″ |
| 1876   | Cambridge     | 20′02″ |
| 1877   | Unentschieden | 24′08″ |
| 1878   | Oxford        | 22′15″ |
| 1879   | Cambridge     | 21′18″ |
| 1880   | Oxford        | 21′23″ |
| 1881   | Oxford        | 21′51″ |
| 1882   | Oxford        | 20′12″ |
| 1883   | Oxford        | 21′18″ |
| 1884   | Cambridge     | 21′39″ |
| 1885   | Oxford        | 21′36″ |
| 1886   | Cambridge     | 22′03″ |

| Rennen | Gewinner  | Zeit   |
| ------ | --------- | ------ |
| 1887   | Cambridge | 20′52″ |
| 1888   | Cambridge | 20′48″ |
| 1889   | Cambridge | 20′14″ |
| 1890   | Oxford    | 22′03″ |
| 1891   | Oxford    | 21′48″ |
| 1892   | Oxford    | 19′01″ |
| 1893   | Oxford    | 18′45″ |
| 1894   | Oxford    | 21′39″ |
| 1895   | Oxford    | 20′05″ |
| 1896   | Oxford    | 20′01″ |
| 1897   | Oxford    | 19′12″ |
| 1898   | Oxford    | 22′15″ |
| 1899   | Cambridge | 21′04″ |
| 1900   | Cambridge | 18′45″ |
| 1901   | Oxford    | 22′31″ |
| 1902   | Cambridge | 19′09″ |
| 1903   | Cambridge | 19′33″ |
| 1904   | Cambridge | 21′37″ |
| 1905   | Oxford    | 20′35″ |
| 1906   | Cambridge | 19′25″ |
| 1907   | Cambridge | 20′26″ |
| 1908   | Cambridge | 19′02″ |
| 1909   | Oxford    | 19′05″ |
| 1910   | Oxford    | 20′14″ |
| 1911   | Oxford    | 18′29″ |
| 1912   | Oxford    | 22′05″ |
| 1913   | Oxford    | 20′53″ |
| 1914   | Cambridge | 20′23″ |
| 1920   | Cambridge | 21′11″ |
| 1921   | Cambridge | 19′45″ |
| 1922   | Cambridge | 19′27″ |
| 1923   | Oxford    | 20′54″ |
| 1924   | Cambridge | 18′41″ |
| 1925   | Cambridge | 21′05″ |
| 1926   | Cambridge | 19′29″ |
| 1927   | Cambridge | 20′14″ |
| 1928   | Cambridge | 20′25″ |
| 1929   | Cambridge | 19′24″ |
| 1930   | Cambridge | 19′09″ |
| 1931   | Cambridge | 19′26″ |
| 1932   | Cambridge | 19′11″ |
| 1933   | Cambridge | 20′57″ |
| 1934   | Cambridge | 18′03″ |

| Rennen | Gewinner  | Zeit   |
| ------ | --------- | ------ |
| 1935   | Cambridge | 19′48″ |
| 1936   | Cambridge | 21′06″ |
| 1937   | Oxford    | 22′39″ |
| 1938   | Oxford    | 20′03″ |
| 1939   | Cambridge | 19′03″ |
| 1946   | Oxford    | 19′54″ |
| 1947   | Cambridge | 23′01″ |
| 1948   | Cambridge | 17′05″ |
| 1949   | Cambridge | 18′57″ |
| 1950   | Cambridge | 20′15″ |
| 1951   | Cambridge | 20′05″ |
| 1952   | Oxford    | 20′23″ |
| 1953   | Cambridge | 19′54″ |
| 1954   | Oxford    | 20′23″ |
| 1955   | Cambridge | 19′01″ |
| 1956   | Cambridge | 18′36″ |
| 1957   | Cambridge | 19′01″ |
| 1958   | Cambridge | 18′15″ |
| 1959   | Oxford    | 18′52″ |
| 1960   | Oxford    | 18′59″ |
| 1961   | Cambridge | 19′22″ |
| 1962   | Cambridge | 19′46″ |
| 1963   | Oxford    | 20′47″ |
| 1964   | Cambridge | 19′18″ |
| 1965   | Oxford    | 18′07″ |
| 1966   | Oxford    | 19′12″ |
| 1967   | Oxford    | 18′52″ |
| 1968   | Cambridge | 18′22″ |
| 1969   | Cambridge | 18′04″ |
| 1970   | Cambridge | 20′22″ |
| 1971   | Cambridge | 17′58″ |
| 1972   | Cambridge | 18′36″ |
| 1973   | Cambridge | 19′21″ |
| 1974   | Oxford    | 17′35″ |
| 1975   | Cambridge | 19′27″ |
| 1976   | Oxford    | 16′58″ |
| 1977   | Oxford    | 19′28″ |
| 1978   | Oxford    | 18′58″ |
| 1979   | Oxford    | 20′33″ |
| 1980   | Oxford    | 19′02″ |
| 1981   | Oxford    | 18′11″ |
| 1982   | Oxford    | 18′21″ |
| 1983   | Oxford    | 19′07″ |

| Rennen | Gewinner  | Zeit   |
| ------ | --------- | ------ |
| 1984   | Oxford    | 16′45″ |
| 1985   | Oxford    | 17′11″ |
| 1986   | Cambridge | 17′58″ |
| 1987   | Oxford    | 19′59″ |
| 1988   | Oxford    | 17′35″ |
| 1989   | Oxford    | 18′27″ |
| 1990   | Oxford    | 17′22″ |
| 1991   | Oxford    | 16′59″ |
| 1992   | Oxford    | 17′44″ |
| 1993   | Cambridge | 17′00″ |
| 1994   | Cambridge | 18′09″ |
| 1995   | Cambridge | 18′04″ |
| 1996   | Cambridge | 16′58″ |
| 1997   | Cambridge | 17′38″ |
| 1998   | Cambridge | 16′19″ |
| 1999   | Cambridge | 16′41″ |
| 2000   | Oxford    | 18′04″ |
| 2001   | Cambridge | 17′44″ |
| 2002   | Oxford    | 16′54″ |
| 2003   | Oxford    | 18′06″ |
| 2004   | Cambridge | 18′47″ |
| 2005   | Oxford    | 16′42″ |
| 2006   | Oxford    | 18′26″ |
| 2007   | Cambridge | 17′49″ |
| 2008   | Oxford    | 20′53″ |
| 2009   | Oxford    | 17′53″ |
| 2010   | Cambridge | 17′37″ |
| 2011   | Oxford    | 17′32″ |
| 2012   | Cambridge | 17′24″ |
| 2013   | Oxford    | 17′27″ |
| 2014   | Oxford    | 18′36″ |
| 2015   | Oxford    | 17′34″ |
| 2016   | Cambridge | 18′41″ |
| 2017   | Oxford    | 17′00″ |
| 2018   | Cambridge | 19′06″ |
| 2019   | Cambridge | 16′57″ |
| 2021   | Cambridge | 14′12″ |
| 2022   | Oxford    | 16′47″ |
| 2023   | Cambridge | 18′18″ |
| 2024   | Cambridge | 18′56″ |
| 2025   | Cambridge | 16′57″ |

### The Women’s Boat Race
| Rennen | Gewinner  | Zeit  |
| ------ | --------- | ----- |
| 1927   | Oxford    | 3′36″ |
| 1929   | Cambridge | NTT   |
| 1930   | Cambridge | NTT   |
| 1934   | Oxford    | NTT   |
| 1935   | Oxford    | NTT   |
| 1936   | Oxford    | NTT   |
| 1937   | Oxford    | NTT   |
| 1939   | Oxford    | NTT   |
| 1941   | Oxford    | NTT   |
| 1942   | Cambridge | NTT   |
| 1944   | Cambridge | NTT   |
| 1945   | Cambridge | NTT   |
| 1946   | Cambridge | NTT   |
| 1948   | Cambridge | NTT   |
| 1949   | Oxford    | NTT   |
| 1950   | Oxford    | NTT   |
| 1951   | Oxford    | NTT   |
| 1952   | Cambridge | NTT   |
| 1964   | Cambridge | NTT   |
| 1965   | Cambridge | NTT   |
| 1966   | Cambridge | NTT   |
| 1967   | Cambridge | NTT   |
| 1968   | Cambridge | NTT   |
| 1969   | Cambridge | NTT   |
| 1970   | Cambridge | NTT   |
| 1971   | Cambridge | NTT   |
| 1972   | Cambridge | NTT   |
| 1973   | Cambridge | NTT   |
| 1974   | Cambridge | NTT   |
| 1975   | Cambridge | NTT   |
| 1976   | Oxford    | NTT   |
| 1977   | Cambridge | NTT   |
| 1978   | Cambridge | NTT   |
| 1979   | Cambridge | NTT   |
| 1980   | Oxford    | NTT   |
| 1981   | Oxford    | NTT   |
| 1982   | Cambridge | NTT   |
| 1983   | Cambridge | NTT   |
| 1984   | Cambridge | NTT   |
| 1985   | Oxford    | NTT   |

| Rennen | Gewinner  | Zeit   |
| ------ | --------- | ------ |
| 1986   | Oxford    | NTT    |
| 1987   | Cambridge | NTT    |
| 1988   | Oxford    | NTT    |
| 1989   | Cambridge | 6′20″  |
| 1990   | Cambridge | 7′17″  |
| 1991   | Oxford    | 7′29″  |
| 1992   | Cambridge | 6′20″  |
| 1993   | Cambridge | 6′10″  |
| 1994   | Cambridge | 6′11″  |
| 1995   | Cambridge | 6′02″  |
| 1996   | Cambridge | 6′12″  |
| 1997   | Cambridge | 6′26″  |
| 1998   | Cambridge | 6′27″  |
| 1999   | Cambridge | 6′01″  |
| 2000   | Oxford    | 6′01″  |
| 2001   | Cambridge | 7′27″  |
| 2002   | Oxford    | 6′02″  |
| 2003   | Oxford    | 6′35″  |
| 2004   | Oxford    | 6′27″  |
| 2005   | Cambridge | 6′27″  |
| 2006   | Oxford    | 5′44″  |
| 2007   | Cambridge | 4′03″  |
| 2008   | Oxford    | 6′38″  |
| 2009   | Oxford    | 6′24″  |
| 2010   | Oxford    | 5′56″  |
| 2011   | Oxford    | 6′38″  |
| 2012   | Cambridge | 6′38″  |
| 2013   | Oxford    | 7′21″  |
| 2014   | Oxford    | 5′50″  |
| 2015   | Oxford    | 19′45″ |
| 2016   | Oxford    | 21′49″ |
| 2017   | Cambridge | 18′33″ |
| 2018   | Cambridge | 19′06″ |
| 2019   | Cambridge | 18′47″ |
| 2021   | Cambridge | 16′27″ |
| 2022   | Cambridge | 18′22″ |
| 2023   | Cambridge | 20′29″ |
| 2024   | Cambridge | 23′04″ |
| 2025   | Cambridge | 19′25″ |